# Tíminn
Tíminn (в переводе с исл. — «Время») — исландская ежедневная газета, основанная в 1917 году. Была тесно связана с Прогрессивной партией Исландии, но после нескольких лет финансовых трудностей партия разорвала все связи с газетой в 1993 году.
В 1996 году газета объединилась с газетой Dagur в Dagur-Tíminn. Последний выпуск вышел 28 августа 1996 года.